# Inzago
Inzago est une commune de la ville métropolitaine de Milan, dans la région Lombardie, en Italie.

## Géographie
1. Carte dynamique
2. Carte Openstreetmap
3. Carte topographique
4. Carte avec les communes environnantes

Inzago est traversée par le Naviglio Martesana.

## Administration
| Période                                  | Période  | Identité      | Étiquette    | Qualité |
| ---------------------------------------- | -------- | ------------- | ------------ | ------- |
| 30 mai 2006                              | En cours | Benigno Calvi | Lista Civica |         |
| Les données manquantes sont à compléter. |          |               |              |         |

### Communes limitrophes
Pozzo d'Adda, Masate, Gessate, Cassano d'Adda, Bellinzago Lombardo, Pozzuolo Martesana.

### Évolution démographique
Habitants recensés

## Personnalités liées à la ville
- Gabriele Missaglia (1970-), coureur cycliste professionnel.